# Paris-Nice 2012
Paris-Nice 2012 var den 70. udgave af Paris-Nice. Løbet blev arrangeret fra 4.-11. marts 2012 og indeholdt 8 etaper inkluderet 2 individuelle enkeltstarter. Der deltog i alt 22 hold, hvor af de 18 UCI World Tour 2012-hold samt Cofidis, Project 1t4i, Saur-Sojasun og Europcar.

## Etaper

### 1. etape
4. marts – Dampierre-en-Yvelines til Saint-Rémy-lès-Chevreuse, 9,4km (ITT)
|   | Rytter                   | Hold                    | Tid   |
| - | ------------------------ | ----------------------- | ----- |
| 1 | Gustav Larsson (SWE)     | Vacansoleil-DCM         | 11.19 |
| 2 | Bradley Wiggins (GBR)    | Team Sky                | + 1   |
| 3 | Levi Leipheimer (USA)    | Omega Pharma-Quick Step | + 4   |
| 4 | Tejay van Garderen (USA) | BMC Racing Team         | + 9   |
| 5 | Thomas De Gendt (BEL)    | Vacansoleil-DCM         | + 12  |

|   | Rytter                   | Hold                    | Tid   |
| - | ------------------------ | ----------------------- | ----- |
| 1 | Gustav Larsson (SWE)     | Vacansoleil-DCM         | 11.19 |
| 2 | Bradley Wiggins (GBR)    | Team Sky                | + 1   |
| 3 | Levi Leipheimer (USA)    | Omega Pharma-Quick Step | + 4   |
| 4 | Tejay van Garderen (USA) | BMC Racing Team         | + 9   |
| 5 | Thomas De Gendt (BEL)    | Vacansoleil-DCM         | + 12  |

### 2. etape
5. marts 2012 – Mantes-la-Jolie til Orléans, 185 km
|   | Rytter                   | Hold                    | Tid     |
| - | ------------------------ | ----------------------- | ------- |
| 1 | Tom Boonen (BEL)         | Omega Pharma-Quick Step | 4:22.15 |
| 2 | Jose Joaquin Rojas (ESP) | Movistar Team           | s.t.    |
| 3 | John Degenkolb (GER)     | Project 1t4i            | s.t.    |
| 4 | Sep Vanmarcke (BEL)      | Garmin-Barracuda        | s.t.    |
| 5 | Francesco Gavazzi (ITA)  | Astana                  | s.t.    |

|   | Rytter                   | Hold                    | Tid     |
| - | ------------------------ | ----------------------- | ------- |
| 1 | Bradley Wiggins (GBR)    | Team Sky                | 4:33.32 |
| 2 | Levi Leipheimer (USA)    | Omega Pharma-Quick Step | + 6     |
| 3 | Tom Boonen (BEL)         | Omega Pharma-Quick Step | + 7     |
| 4 | Tejay van Garderen (USA) | BMC Racing Team         | + 11    |
| 5 | Sylvain Chavanel (FRA)   | Omega Pharma-Quick Step | + 14    |

### 3. etape
6. marts 2012 – Vierzon til Le Lac de Vassivière, 194 km
|   | Rytter                   | Hold          | Tid     |
| - | ------------------------ | ------------- | ------- |
| 1 | Alejandro Valverde (ESP) | Movistar Team | 4:36.19 |
| 2 | Simon Gerrans (AUS)      | GreenEDGE     | s.t.    |
| 3 | Gianni Meersman (BEL)    | Lotto-Belisol | s.t.    |
| 4 | Luis León Sánchez (ESP)  | Rabobank      | s.t.    |
| 5 | Xavier Florencio (ESP)   | Katusha       | s.t.    |

|   | Rytter                   | Hold                    | Tid      |
| - | ------------------------ | ----------------------- | -------- |
| 1 | Bradley Wiggins (GBR)    | Team Sky                | 9:09.51" |
| 2 | Levi Leipheimer (USA)    | Omega Pharma-Quick Step | + 6      |
| 3 | Tejay van Garderen (USA) | BMC Racing Team         | + 11     |
| 4 | Sylvain Chavanel (FRA)   | Omega Pharma-Quick Step | + 14     |
| 5 | Maxime Monfort (BEL)     | RadioShack-Nissan       | + 18     |

### 4. etape
7. marts 2012 – Brive-la-Gaillarde til Rodez, 183 km
|   | Rytter                 | Hold            | Tid     |
| - | ---------------------- | --------------- | ------- |
| 1 | Gianni Meersman (BEL)  | Lotto-Belisol   | 4:21.01 |
| 2 | Grega Bole (SVN)       | Lampre-ISD      | s.t.    |
| 3 | Lieuwe Westra (NED)    | Vacansoleil-DCM | s.t.    |
| 4 | Xavier Florencio (ESP) | Katusha         | s.t.    |
| 5 | Jonathan Hivert (FRA)  | Saur-Sojasun    | s.t.    |

|   | Rytter                   | Hold                    | Tid      |
| - | ------------------------ | ----------------------- | -------- |
| 1 | Bradley Wiggins (GBR)    | Team Sky                | 13:30.52 |
| 2 | Levi Leipheimer (USA)    | Omega Pharma-Quick Step | + 6      |
| 3 | Tejay van Garderen (USA) | BMC Racing Team         | + 11     |
| 4 | Sylvain Chavanel (FRA)   | Omega Pharma-Quick Step | + 14     |
| 5 | Maxime Monfort (BEL)     | RadioShack-Nissan       | + 18     |

### 5. etape
8. marts 2012 – Onet-le-Château til Mende, 178 km
|   | Rytter                   | Hold                    | Tid     |
| - | ------------------------ | ----------------------- | ------- |
| 1 | Lieuwe Westra (NED)      | Vacansoleil-DCM         | 4:52.46 |
| 2 | Alejandro Valverde (ESP) | Movistar Team           | + 6     |
| 3 | Bradley Wiggins (GBR)    | Team Sky                | + 6     |
| 4 | Levi Leipheimer (USA)    | Omega Pharma-Quick Step | + 6     |
| 5 | Simon Špilak (SVN)       | Katusha                 | + 6     |

|   | Rytter                   | Hold                    | Tid      |
| - | ------------------------ | ----------------------- | -------- |
| 1 | Bradley Wiggins (GBR)    | Team Sky                | 18:23.40 |
| 2 | Lieuwe Westra (NED)      | Vacansoleil-DCM         | + 6      |
| 3 | Levi Leipheimer (USA)    | Omega Pharma-Quick Step | + 10     |
| 4 | Alejandro Valverde (ESP) | Movistar Team           | + 18     |
| 5 | Simon Špilak (SVN)       | Katusha                 | + 37     |

### 6. etape
9. marts 2012 – Suze-la-Rousse til Sisteron, 176.5 km
|   | Rytter                   | Hold                   | Tid     |
| - | ------------------------ | ---------------------- | ------- |
| 1 | Luis León Sánchez (ESP)  | Rabobank               | 4:07.58 |
| 2 | Jens Voigt (GER)         | RadioShack-Nissan-Trek | s.t.    |
| 3 | Heinrich Haussler (AUS)  | Garmin-Barracuda       | + 14    |
| 4 | Elia Viviani (ITA)       | Liquigas-Cannondale    | + 14    |
| 5 | Grega Bole (SVN)         | Lampre-ISD             | + 14    |
| 6 | Alexander Kristoff (NOR) | Katusha                | + 14    |

|   | Rytter                   | Hold                    | Tid      |
| - | ------------------------ | ----------------------- | -------- |
| 1 | Bradley Wiggins (GBR)    | Team Sky                | 22:31.52 |
| 2 | Lieuwe Westra (NED)      | Vacansoleil-DCM         | + 6      |
| 3 | Levi Leipheimer (USA)    | Omega Pharma-Quick Step | + 10     |
| 4 | Alejandro Valverde (ESP) | BMC Racing Team         | + 18     |
| 5 | Simon Špilak (SVN)       | Katusha                 | + 37     |

### 7. etape
10. marts 2012 – Sisteron til Nice, 220 km
|   | Rytter                | Hold            | Tid     |
| - | --------------------- | --------------- | ------- |
| 1 | Thomas De Gendt (BEL) | Vacansoleil-DCM | 5:11.48 |
| 2 | Rein Taaramäe (EST)   | Cofidis         | + 6.18  |
| 3 | John Degenkolb (GER)  | Project 1t4i    | + 9.24  |
| 4 | Greg Henderson (NZL)  | Lotto-Belisol   | + 9.24  |
| 5 | Thor Hushovd (NOR)    | BMC Racing Team | + 9.24  |

|   | Rytter                   | Hold            | Tid      |
| - | ------------------------ | --------------- | -------- |
| 1 | Bradley Wiggins (GBR)    | Team Sky        | 27:53.04 |
| 2 | Lieuwe Westra (NED)      | Vacansoleil-DCM | + 6      |
| 3 | Alejandro Valverde (ESP) | Movistar Team   | + 18     |
| 4 | Simon Špilak (SVN)       | Katusha         | + 37     |
| 5 | Tejay van Garderen (USA) | BMC Racing Team | + 39     |

### 8. etape
11. marts 2012 – Nice til Col d'Èze, 9,6 km (ITT)
|   | Rytter                       | Hold             | Tid   |
| - | ---------------------------- | ---------------- | ----- |
| 1 | Bradley Wiggins (GBR)        | Team Sky         | 19.12 |
| 2 | Lieuwe Westra (NED)          | Vacansoleil-DCM  | + 2   |
| 3 | Jean-Christophe Péraud (FRA) | Ag2r-La Mondiale | + 33  |
| 4 | Simon Špilak (SVN)           | Katusha          | + 47  |
| 5 | Jérôme Coppel (FRA)          | Saur-Sojasun     | + 51  |

|   | Rytter                   | Hold            | Tid      |
| - | ------------------------ | --------------- | -------- |
| 1 | Bradley Wiggins (GBR)    | Team Sky        | 28:12.16 |
| 2 | Lieuwe Westra (NED)      | Vacansoleil-DCM | + 8      |
| 3 | Alejandro Valverde (ESP) | Movistar Team   | + 1.10   |
| 4 | Simon Špilak (SVN)       | Katusha         | + 1.24   |
| 5 | Tejay van Garderen (USA) | BMC Racing Team | + 1.54   |

## Trøjernes fordeling gennem løbet
| Etape    | Vinder             | Samlet          | Pointkonkurrencen  | Bjergkonkurrencen  | Ungdomskonkurrencen | Holdkonkurrencen        |
| -------- | ------------------ | --------------- | ------------------ | ------------------ | ------------------- | ----------------------- |
| 1        | Gustav Larsson     | Gustav Larsson  | Gustav Larsson     | Thomas De Gendt    | Tejay van Garderen  | Omega Pharma-Quick Step |
| 2        | Tom Boonen         | Bradley Wiggins | Tom Boonen         | Thomas De Gendt    | Tejay van Garderen  | Omega Pharma-Quick Step |
| 3        | Alejandro Valverde | Bradley Wiggins | Alejandro Valverde | Thomas De Gendt    | Tejay van Garderen  | Omega Pharma-Quick Step |
| 4        | Gianni Meersman    | Bradley Wiggins | Alejandro Valverde | Luis Ángel Maté    | Tejay van Garderen  | Omega Pharma-Quick Step |
| 5        | Lieuwe Westra      | Bradley Wiggins | Alejandro Valverde | Frederik Veuchelen | Tejay van Garderen  | Omega Pharma-Quick Step |
| 6        | Luis León Sánchez  | Bradley Wiggins | Alejandro Valverde | Frederik Veuchelen | Tejay van Garderen  | Omega Pharma-Quick Step |
| 7        | Thomas De Gendt    | Bradley Wiggins | Alejandro Valverde | Frederik Veuchelen | Tejay van Garderen  | Vacansoleil-DCM         |
| 8        | Bradley Wiggins    | Bradley Wiggins | Bradley Wiggins    | Frederik Veuchelen | Tejay van Garderen  | Vacansoleil-DCM         |
| Resultat | Resultat           | Bradley Wiggins | Bradley Wiggins    | Frederik Veuchelen | Tejay van Garderen  | Vacansoleil-DCM         |